# Michiel Gillig
Michiel Gillig (19. května 1661 Utrecht – v nebo po 1688) byl nizozemský malíř a grafik.

## Život a dílo
Jeho otcem byl malíř Jacob Gillig a matkou Hester Willaertsová, dcera Adama Willaertse. O jeho životě je známo jen velmi málo, a někteří starší badatelé ho pokládali za otce či bratra Jacoba Gilliga. 9. července 1682 se oženil s Marií Neeffovou, a měl s ní dceru Hester (1683–1684). Byl členem utrechtského Cechu svatého Lukáše a v roce 1688 se v něm stal děkanem. Maloval portréty a tvořil rytiny (často mezzotinty) osobností žijících v tehdejší době.

## Galerie
- Portrét krále Viléma III. (mezzotinta)
- Portrét vědce Lucase van de Polla (1681)
- Portrét teologa Hermanna Witsiuse (mezzotinta, 1684)
- Portrét královny Marie II. (mezzotinta)